# ウィリアム・ウィルバーフォース・バード
ウィリアム・ウィルバーフォース・バード（William Wilberforce Bird, 1784年 - 1857年6月1日）はイギリスのインド領有時代の役人。

## 生涯
彼はコベントリー選出の国会議員で同じ名前を持つ父親の子として生まれた。ワーイックとジュネーブで教育を受けて1802年に東インド会社に就職した。1803年にカルカッタに到着しフォート・ウィリアム・カレッジで訓練を受けベナレスに赴任した。インド最高評議会ではインド総督が不在の場合、議長代理を務めた。1818年8月11日、ベナレスでデービッド・ブラウンの二女ハンナ・エリザベス・ブラウンと結婚した。彼は1857年6月1日に自宅で亡くなった。1844年にはヘンリー・ハーディングが英国から到着するまでインド総督代理を務めた。
インドでの教育に関する長期にわたる討論では、トマス・マコーリーのような人々と共に、学校教育の基金をさらに広めたいと思う人々と異なり、バードは世俗的な原因を支持した。1835年、彼は、非宗教的な教育はインドで良い成果を挙げ、キリスト教的なアプローチが現地の人々を動揺させるかもしれないという懸念を呼び起こし、恐らく彼は"非常に深刻な描写のカタストロプス"と表現した。